# Cladodromia inconstans
Cladodromia inconstans är en tvåvingeart som beskrevs av Collin 1933. Cladodromia inconstans ingår i släktet Cladodromia och familjen dansflugor. Inga underarter finns listade i Catalogue of Life.